# Ultrakill
Ultrakill — компьютерная игра в жанре шутера от первого лица, разработанная Арси Паталой и изданная компанией New Blood Interactive. Выпуск игры в раннем доступе для Windows состоялся 3 сентября 2020 года. Визуальный стиль Ultrakill использует графику в ретро-стиле, при этом игровой процесс сочетает современные механики передвижения, характерные для таких игр как Titanfall и Doom Eternal, с элементами, заимствованными из экшн-игр наподобие Devil May Cry.

## Игровой процесс

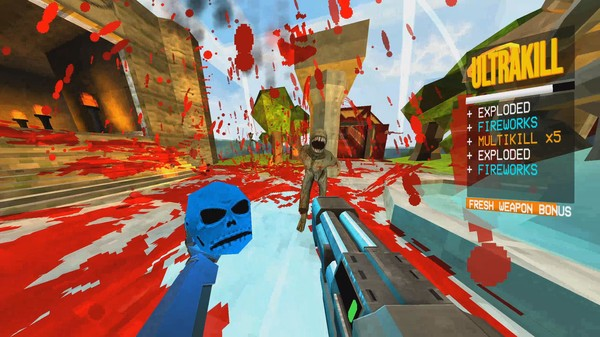
Счётчик стиля справа показывает, насколько «стильно» игрок убивает врагов. Некоторые «бонусы стиля» могут быть получены за особые действия, такие как парирование

Ultrakill является динамичным шутером от первого лица с упором на постоянное движение и разнообразные техники. Игрок должен пройти интерпретацию Ада Данте, где каждый из 9 кругов поделён на несколько уровней.
Игровой процесс Ultrakill построен вокруг сражений с противниками с использованием разнообразного оружия, имеющего основной и альтернативный режимы атаки, а также различных роботизированных рук. Эти элементы могут взаимодействовать друг с другом, позволяя создавать комбинированные атаки, схожие с теми, что встречаются в играх серии Devil May Cry. Большинство продвинутых техник в игре являются результатом комбинирования различных элементов арсенала игрока. Для стимулирования агрессивного стиля игры предусмотрена возможность восстановления здоровья путём обливания кровью противников в ближнем бою или парирования атак врагов. Эффективность действий игрока оценивается с помощью «счётчика стиля», аналогичного используемому в играх серии Devil May Cry. Этот счётчик начисляет очки за выполнение сложных и эффектных приёмов, а также поощряет маневрирование в воздухе и быструю смену оружия.
В конце каждого уровня рейтинг стиля игрока комбинируется с затраченным временем, количеством убийств и очками стиля чтобы определить буквенную оценку за этот уровень. Достигнув ранга S во всех трёх категориях, при этом ни разу не умерев в течение уровня, игрок получит ранг P — наивысший возможный за уровень.
Помимо основной кампании, в Ultrakill есть секретные уровни, пародирующие другие жанры видеоигр, бесконечный режим выживания «The Cyber Grind» и режим песочницы, в котором игрок может создавать врагов и различные предметы на уровне, отсылающем на похожую карту gm_construct из песочницы Garry’s Mod.

## Сюжет
В будущем человечество вымерло по неизвестным причинам после многовекового периода войны роботов, известного как «Конечная война» (англ. Final War), и второго, более короткого периода, известного как «Новый мир» (англ. New Peace). «Конечная война» привела к изобретению машин, питающихся кровью, в основном солдат, но есть и несколько машин, используемых для других целей. Во время «Нового мира» люди начали Адские экспедиции, пока в конечном итоге не вымерли. 
Задолго до событий игры Бог исчез, оставив Небеса без правителя. Из-за истощения источников крови на Земле несколько машин, питающихся кровью, среди которых и персонаж игрока, прототип машины, известный как V1, спустились в Ад в поисках крови. На протяжении всего своего путешествия V1 сражается с шелухой (физическими проявлениями проклятых душ), демонами, ангелами и конкурирующими машинами, продвигаясь все ниже и ниже по слоям Ада. V1 также сражается со вторым прототипом V2, версией V, лишённой пластин для поглощения крови. V2 служит главным антагонистом на круге Лимба и второстепенным — на круге Жадности, где его уничтожают. Кульминацией первого акта является поединок с архангелом Гавриилом, недавно назначенным Судьёй Ада. После его поражения от рук V1 совет Небес, который начал править Небесами в отсутствие Бога, объявляет Гавриила предателем и лишает его святого света, оставляя ему 24 часа жизни.
V1 продолжает свой спуск в ад, вновь сразившись с V2 на круге Жадности, что закончилось смертью V2, а также убив Левиафана на круге Гнева. Гавриил, теперь уже Отступник Ненависти, возвращается в конце второго акта на круге Ереси, разъярённый из-за своего предыдущего поражения. Гавриил снова терпит поражение, но скорее в эйфории, чем в ярости, ведь V1 — первый противник, бросивший ему настоящий вызов. После битвы он размышляет о своих потерях и понимает, что в отсутствие Бога Небесный совет сбился с пути и использует его для реализации в собственных интересах. Поклявшись действовать на своих условиях, он казнит членов совета и демонстрирует одну из их обезглавленных голов жителям Небес.
V1 продолжает резню и отправляется на круг Жестокости, где побеждает Минотавра и 1000-THR по прозвищу Earthmover — гигантскую боевую машину последних этапов «Конечной войны», которая устроила экологическую катастрофу, положившую ей конец.

## Саундтрек
В апреле 2023 года группа HEALTH выпустила сингл «HATEFUL», который дебютировал в качестве опционального саундтрека в режиме The Cyber Grind, а в феврале 2025 года в этот же режим были добавлены три трека австралийской группы King Gizzard and the Lizard Wizard.В основе саундтрека Ultrakill лежит брейккор, но встречаются и другие жанры, например, джаз и классическая музыка. Он состоит из 3 альбомов, 2 посвящены первым 2 актам, третий — 7 слою 3 акта. Практически весь саундтрек игры (за исключением трека «Tenebre Rosso Sangue» из секретного уровня P-2 и «The Cyber Grind» из одноимённого режима) создан автором Heaven Pierce Her.

| №                   | Название                                              | Длительность |
| ------------------- | ----------------------------------------------------- | ------------ |
| 1.                  | «The Fire Is Gone (For Piano, Saxophone and Trumpet)» | 2:40         |
| 2.                  | «Into the Fire»                                       | 4:00         |
| 3.                  | «Unstoppable Force»                                   | 3:36         |
| 4.                  | «Cerberus»                                            | 2:21         |
| 5.                  | «A Thousand Greetings»                                | 5:42         |
| 6.                  | «A Shattered Illusion»                                | 3:04         |
| 7.                  | «A Complete and Utter Destruction of the Senses»      | 2:08         |
| 8.                  | «Sanctuary in the Garden of the Mind»                 | 2:26         |
| 9.                  | «Castle Vein»                                         | 5:40         |
| 10.                 | «Versus»                                              | 4:11         |
| 11.                 | «Cold Winds»                                          | 4:13         |
| 12.                 | «Requiem»                                             | 3:18         |
| 13.                 | «Panic Betrayer»                                      | 3:53         |
| 14.                 | «In the Presence of a King»                           | 4:12         |
| 15.                 | «Guts»                                                | 2:46         |
| 16.                 | «Glory»                                               | 2:09         |
| 17.                 | «Divine Intervention»                                 | 2:36         |
| 18.                 | «Disgrace. Humiliation»                               | 1:50         |
| 19.                 | «The Fire Is Gone (For Music Box)»                    | 2:50         |
| Общая длительность: | Общая длительность:                                   | 1:03:35      |

## Отзывы
Критики высоко оценили механику передвижения в Ultrakill и её аутентичность по отношению к ранним арена-шутерам и шутерам от первого лица. Кристофер Ливингстон из издания PC Gamer охарактеризовал Ultrakill как более динамичную и «ещё более брутальную, чем Doom Eternal», особо отметив вертикальность игрового процесса. Доминик Тарасон, также представляющий PC Gamer, описал игру как «двигающуюся со скоростью турбированной Doom Eternal» и отметил, что она «выглядит как игра с PlayStation 1». Питер Гласговски из TheGamer в своей рецензии написал: «Ultrakill соответствует всем моим ожиданиям».
8 декабря 2022 года в Ultrakill была добавлена официальная поддержка вибрации контроллеров, представленная под видом поддержки секс-игрушек. Разработчики выпустили официальный мод UKbutt, обеспечивающий совместимость с плагином buttplug.io. Мод был создан программистом Ultrakill PITR совместно с ведущим разработчиком buttplug.io Кайлом Мачулисом (Kyle «qDot» Machulis). Генеральный директор New Blood Дэйв Ошри отметил, что при изначальном тестировании и обсуждении игры с Hakita или кем-либо из New Blood никто не предполагал, что «игроки захотят секса». Мод вызвал волну положительных отзывов пользователей.